# Belize na Mistrzostwach Świata w Lekkoatletyce 2009
Belize na Mistrzostwach Świata w Lekkoatletyce 2009 – reprezentacja Belize podczas czempionatu w Berlinie liczyła tylko 1 członka. Zawodnik z tego środkowoamerykańskiego kraju swój udział w zawodach zakończył na eliminacjach.

## Występy reprezentantów Belize

### Mężczyźni
- Bieg na 400 m przez płotki
  - Jonathan Williams z wynikiem 52,41 zajął 27. miejsce w eliminacjach i nie awansował do kolejnej rundy